# 熊谷信昭
熊谷 信昭（くまがい のぶあき、1929年（昭和4年）5月19日 - 2018年（平成30年）1月21日）は、日本の工学者。専門は電子・通信工学、電磁波工学。工学博士。大阪大学名誉教授。文化功労者。
旧関東州旅順市生まれ。第12代大阪大学総長、兵庫県立大学初代学長、国際電気通信基礎技術研究所会長、科学技術会議（現総合科学技術会議）議員などを歴任。日本学士院賞、瑞宝大綬章などを受賞。

## 人物
研究活動としては、一貫して新しい電磁波論の開拓と電磁波の工学的応用に関する研究を推進し、近代電磁波論の発展と、今日、電磁波工学とよばれている重要な工学の分野の学問・技術の確立に貢献した。
電磁波論の研究における特筆すべき業績としては、世界に先駆けて相対論的電磁波論に関する一連の研究を創始し、従来の定説や常識を覆す数々の興味ある電磁現象や多くの重要な学術的新知見を次々に見出して国内外の学界に大きな論議をまき起こし、この分野の世界的な研究活発化の端緒を開いたほか、多くの有用な電磁界解析技法を考案・開発するなど新しい電磁波論の発展に寄与し、電磁波の各種の工学的応用への基礎を拓いた。また、電磁波の工学的応用に関する研究としては、マイクロ波からミリ波および光波帯にいたる電磁波の広汎な領域において多くの先駆的研究を展開し、中でも特記すべき世界的業績としては、それまで全く未開拓の領域であったミリ波帯の通信への応用に関する研究に取り組み、ミリ波通信技術の進展に大きく貢献し、さらに光波帯における一連の研究では、最も初期の段階からレーザーとその応用に関する研究を推進し、レーザー技術の発展に寄与するとともに、光ファイバー通信と光エレクトロニクスの進歩に先導的役割を果たした。
学界活動等に関する分野では、電子情報通信学会会長をはじめ関係学・協会等の理事・役員や、世界最大の国際的な学会である米国電気電子学会のJapan Council初代会長などを歴任したほか、多くの国際学会や国際会議の会長や組織委員長などをとつめ、また光量子科学技術推進会議会長、テレコム先端技術研究支援センター会長、計算科学振興財団評議員、日本工学アカデミー理事、などとして学界の発展と電子・通信工学の学術振興に寄与した。
教育・文教関係では、大学教授として多くの優れた人材を育成するとともに、学生部長や工学部長、大学院工学研究科長などを歴任し、さらには大阪大学総長や兵庫県立大学長として大学運営の枢機に参画し、また文部省大学設置・学校法人審議会委員、文部省学術審議会専門委員、国立大学協会副会長・入試改善特別委員会委員長、大学基準協会理事、大学入試センター評議員、衛星通信教育振興協会評議員、日本国際教育協会理事、等々として日本の高等教育の充実・発展に貢献した。
一方、科学技術会議（現総合科学技術会議）議員をはじめ、郵政省電気通信技術審議会委員、郵政省電気通信フロンティア研究推進委員会委員長、郵政省情報通信ブレークスルー基礎研究21推進会議会長、マルチメディアバーチャルラボ開発推進協議会会長、総務省独立行政法人評価委員会委員長、独立行政法人科学技術振興機構運営会議会長、国際高等研究所理事、国立情報学研究所評議員、基盤技術研究促進センター評議員、日本放送協会放送技術審議会委員、郵政省通信総合研究所顧問、防衛庁（現防衛省）技術研究本部顧問、日本電信電話公社（現NTT）研究開発本部顧問、理化学研究所相談役、などを歴任して日本の科学技術の振興と情報通信技術の発展に寄与した。
さらに、国土審議会委員、関西文化学術研究都市推進機構評議員会議長、大阪府総合計画審議会会長、大阪市総合計画審議会会長、大阪市将来構想委員会委員長、テクノポート大阪推進協議会委員長、近畿ニューメディア推進協議会理事・副会長、関西サイエンスフォーラム理事・企画委員会座長、財団法人大阪府国際交流財団理事、同太平洋人材交流センター評議員、公益財団法人京阪神ケーブルビジョン評議員、兵庫県科学技術会議会長、などとして日本の国土計画の推進や地域の開発・振興に貢献した。
その他の文化・社会貢献活動や各種の財団・協会等の主な公職歴としては、国立国際美術館評議員、国立民族学博物館評議員、大阪府教育委員会委員長、適塾記念会会長、懐徳堂記念会理事、財団法人大阪府文化振興財団理事長、同サントリー文化財団理事、大阪センチュリー交響楽団理事長、NPO法人大阪府日本中国友好協会会長、財団法人地球環境センター理事長、同大阪バイオサイエンス研究所理事、独立行政法人日本万国博覧会記念機構評議員、その他多くの役職を歴任し、現在も、公益財団法人ひょうご科学技術協会理事長、同関西・大阪21世紀協会会長、同松下幸之助記念財団理事、同島津科学技術振興財団理事、同立石科学技術振興財団理事、同住友財団理事、同ダイキン工業現代美術振興財団理事、一般財団法人安藤忠雄文化財団理事、公益財団法人国際科学技術財団評議員、同NEC C&C財団評議員などをつとめている。

## 略歴
- 1953年3月 大阪大学工学部（旧制）通信工学科卒業
- 1956年4月 大阪大学大学院（旧制）研究奨学生修了
- 1958年9月 カリフォルニア大学バークレー校電子工学研究所上級研究員
- 1960年6月 大阪大学工学部通信工学科助教授
- 1971年6月 大阪大学工学部通信工学科教授
- 1980年6月 大阪大学学生部長（併任）
- 1985年4月 大阪大学工学部長、大阪大学大学院工学研究科長（併任）
- 1985年8月 大阪大学総長（1991年8月まで）
- 1991年9月 大阪大学名誉教授
- 1992年3月 原子力安全システム研究所代表取締役社長・所長（2003年6月まで）
- 1993年12月 科学技術会議（現総合科学技術会議）議員（2000年12月まで）
- 2004年4月 兵庫県立大学長（2010年3月まで）
- 2010年4月 兵庫県立大学名誉学長
- 2010年6月 国際電気通信基礎技術研究所取締役会長

## 受賞・栄典
- 1983年
  - IEEE（米国電気電子学会）Fellow
  - レーザー学会特別功績賞
- 1985年 電子通信学会業績賞
- 1987年
  - 電子情報通信学会功績賞
  - 電子情報通信学会著述賞
- 1988年 郵政大臣表彰
- 1990年 NHK放送文化賞
- 1992年 IEEE Life Fellow
- 1993年 大阪市民表彰
- 1994年 中華人民共和国白玉蘭賞
- 1995年 電子情報通信学会名誉員
- 1997年 日本学士院賞
- 1998年 文部大臣表彰
- 1999年
  - 第14回高柳記念賞
  - 文化功労者顕彰
  - 大川賞
- 2001年 IEEE Third Millennium Medal
- 2006年 大阪文化賞
- 2007年 瑞宝大綬章[2]
- 2010年 兵庫県功労者表彰

## 主な著書
単著
- 電磁気学基礎論（オーム社、1987年）（電子情報通信学会著述賞 受賞）
- 電磁理論（コロナ社、1990年）
- 改定電磁理論（コロナ社、2013年）

共著
- ミリ波と赤外線（オーム社、1962年）
- 超高周波回路（オーム社、1963年）
- 相対論的電磁界理論序説（コロナ社、1971年）
- 電磁波と境界要素法（森北出版、1987年）
- 電磁理論特論（コロナ社、1988年）
- Integral Equation Methods for Electromagnetics（Artech House、1990年）
- 電磁理論演習 （コロナ社、2002年）

## 家族
- 父・熊谷三郎（1904-1971） ‐ 工学博士（電気学）。大阪帝国大学教授、電気通信学会会長、愛媛大学学長。山口県出身。京都帝国大学電気科卒。[3][4]
- 母・道子 - 弁護士・西山広栄の長女。広栄は長野県北安曇野出身、五高、東京帝大卒。[5][6]
- 妹・節子 - 桃谷順天館役員・桃谷信行の妻。信行は同社創業者・桃谷政次郎の孫。[7]
- 妹・澄子 ‐ 西村俊一 (実業家)の弟・西村四郎（サクラクレパス役員）の妻[7]
- 妹・広子 - 大阪変圧器社長・小林啓次郎の妻[7]
- 妹・慶子 ‐ 出光計助の子・出光謙介（出光興産役員）の妻[8]
- 弟は、前大阪大学大学院工学研究科教授、大阪経済法科大学客員教授、元衆議院議員の熊谷貞俊。
- 妻・栄美子 ‐ 畠山一清の孫。塩月弥栄子の娘。

## 備考
- 2008年3月14日に開催された讀賣テレビ放送の第490回番組審議委員会の委員長を務めた際に、サッカーが嫌いであると発言している。サッカー嫌いの理由としては、応援する人を他競技が「ファン」と称するのに対してサッカーだけが「サポーター」と称すること、応援団（サポーター）が「殴り合い」「殺し合い」を行うため大勢の警察がいないと管理できないことを挙げている[9]。